# Ovčáry (Nové Dvory)
Ovčáry (německy Schafhütten) jsou malá vesnice, část obce Nové Dvory v okrese Kutná Hora. Nachází se na jihu Nových Dvorů.
Ovčáry leží v katastrálním území Nové Dvory u Kutné Hory o výměře 8,99 km².

## Historie
První písemná zmínka o vesnici pochází z roku 1318.

## Rybník
Při jižním okraji Ovčár (hned za areálem bývalého cukrovaru) se rozkládá Ovčárecký rybník. S rozlohou 9,4 hektaru (celkový objem činí 103 tis. m³, retenční objem je 43 tis. m³), se v současnosti jedná o největší rybník na Novodvorsku (dříve zde existovalo mnohem více rybníků, ale mnohé byly zrušeny v 18. a 19. století). Určitou zvláštností tohoto rybníka je, že neleží na žádném potoku a hráz vede okolo celého rybníka. Rybník je napájen náhonem, který odbočuje z říčky Klejnárky. Rybník je významnou ornitologickou lokalitou Kutnohorska (vedle Vavřineckého rybníka v obci Vavřinec a Nového rybníka, který leží rovněž nedaleko Nových dvorů).

## Fotogalerie

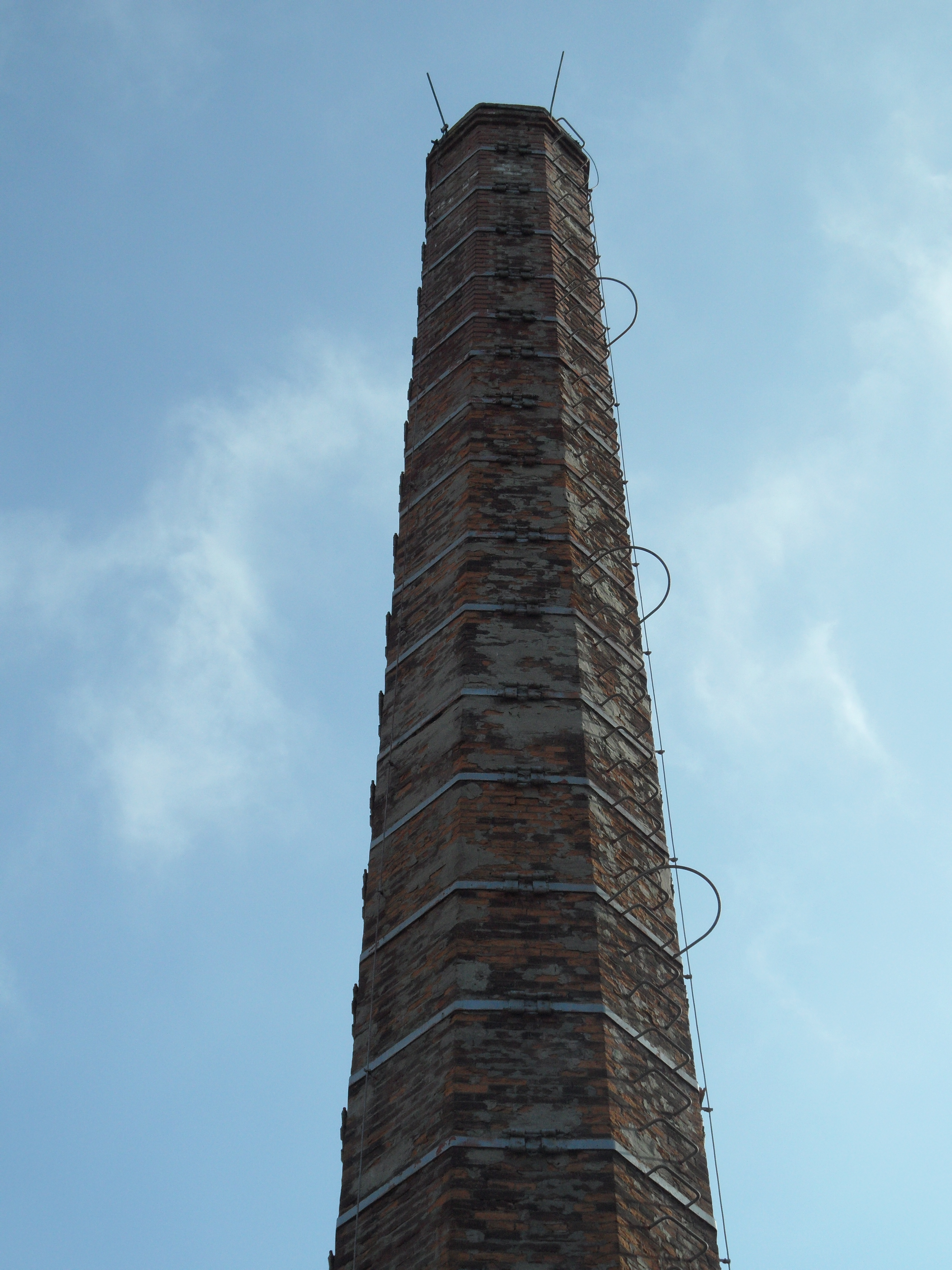
Detail části komína bývalého cukrovaru
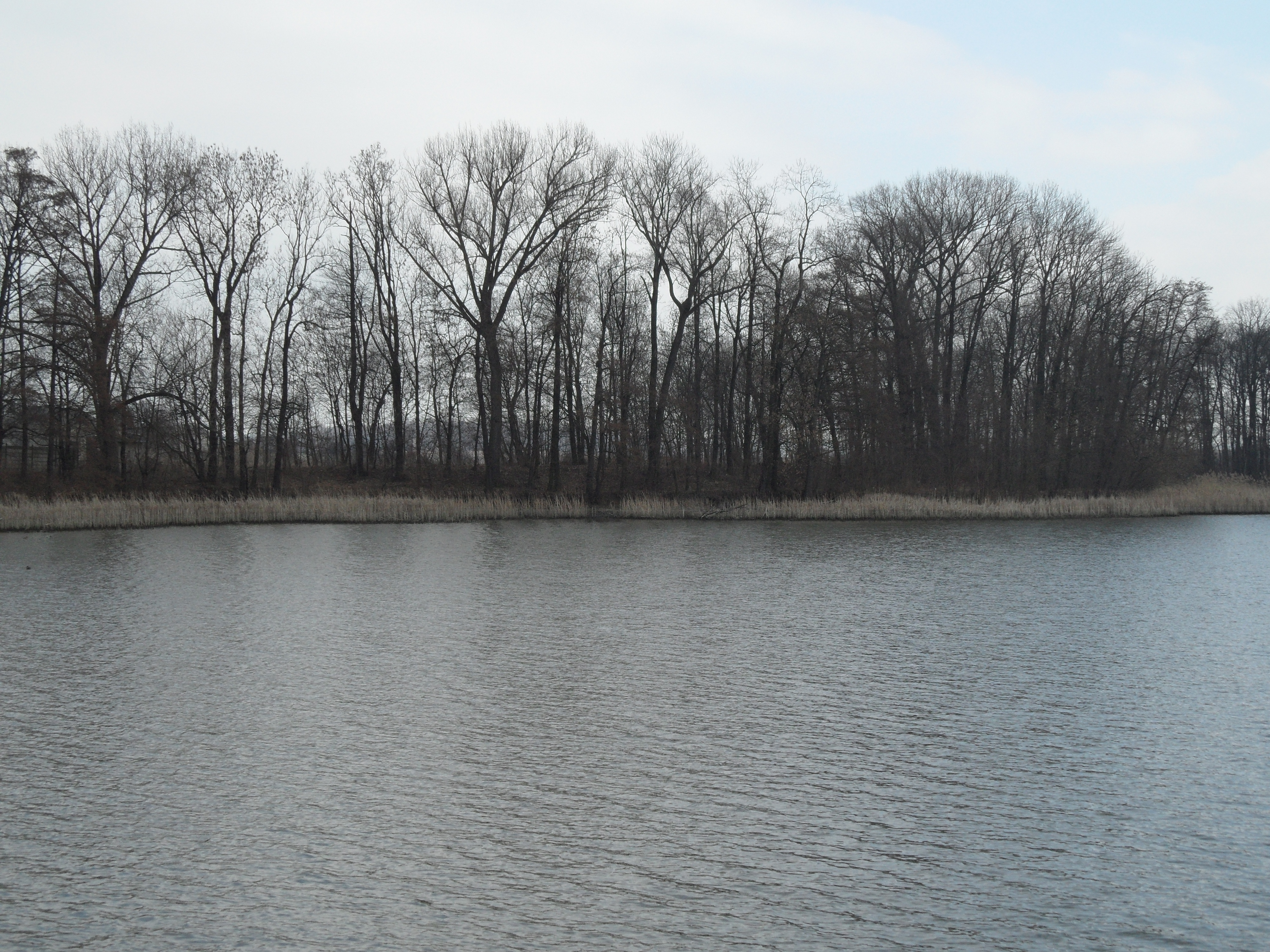
Ovčárecký rybník
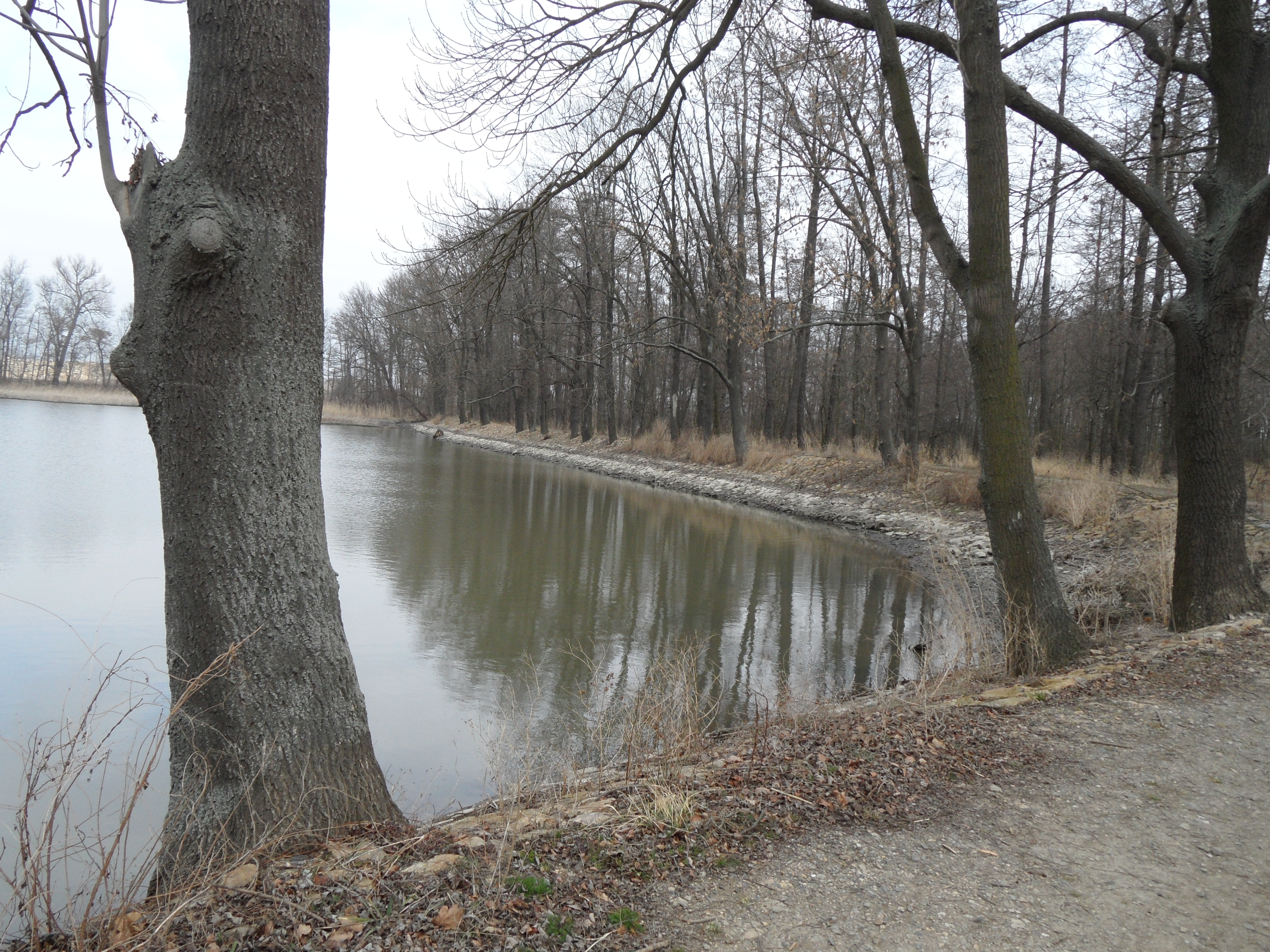
Ovčárecký rybník, východní část hráze
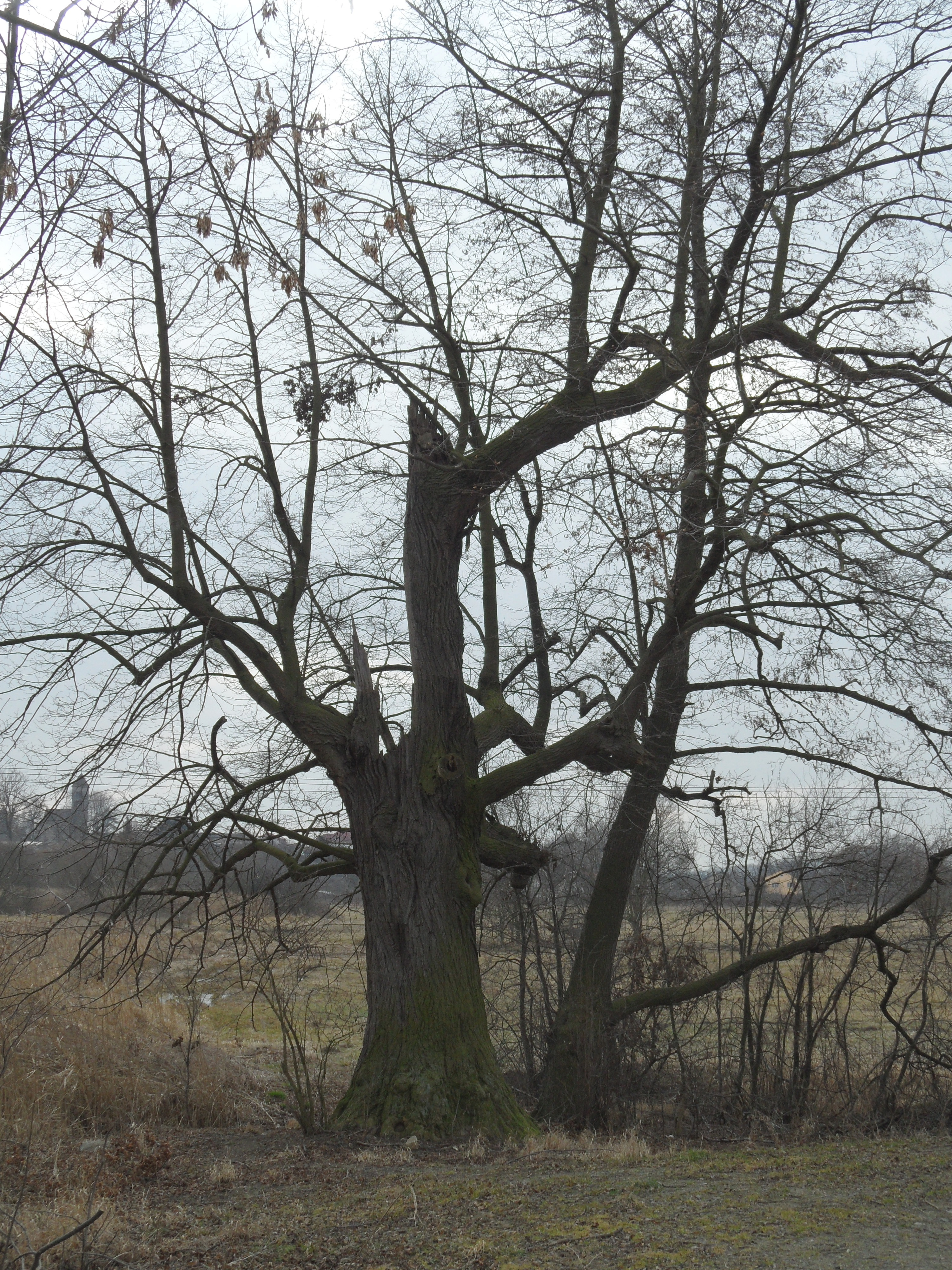
Strom nedaleko od hráze rybníka